# بروتين الريبوسوم S24
بروتين الريبوسوم S24 (بالإنجليزية: Ribosomal Protein S24)‏ (RPS24) هوَ بروتين يُشَفر بواسطة جين RPS24 في الإنسان. الريبوسومات هي العضيات التي تحفز تخليق البروتين، تتكون من وحدة فرعية صغيرة 40S ووحدة فرعية كبيرة 60S. تتكون هذه الوحدات الفرعية معًا من 4 أنواع من رنا RNA وحوالي 80 بروتينًا مميزًا من الناحية الهيكلية. ويعد أحد مكونات الوحدة الصغرى 40S للريبوسوم والذي يلعب دورًا مهمًا في الترجمة في عملية الاصطناع الحيوي للبروتين (التي تشكل جزءا من عملية التعبير الجيني).

## الأهمية السريرية
وجد أن هذا الجين ينشط في سرطان القولون ويعتبر هذا الجين واسم حيوي للتنبؤ بالنتيجة المستقبلية لحالة المريض في سرطانة الخلية الكبدية.

## روابط خارجية
- نظرة شاملة على جميع المعلومات الهيكلية المتاحة في بنك بيانات البروتينات (PDB) لـقاعدة البيانات يونيبروت (UniProt): A0A125YKH1 (بروتين الريبوسوم S24) في بنك بيانات البروتين في أوروبا (PDBe-KB).